# 왈로
왈로(1996년 1월 27일 ~)는 대한민국의 래퍼다. 2020년 싱글 《Slide》로 데뷔했다.

## 학력
- 홍산초등학교 졸업
- 홍산중학교 졸업
- 부여산업과학고등학교 졸업

## 방송
- 수퍼비의 랩 학원 (2019) - Top44
- 쇼미더머니 10 (2021) - 1차 예선 탈락
- 방구석 래퍼 (2022) - 우승[1]
- 쇼미더머니 11 (2022) - 1차 예선 탈락
- 랩컵 (2024) - Top100

## 음반
- Slide (2020)
- 4HC (4 Harsh Carls) (2021)
- Baddest (2021)
- 블루칩 (2021)
- Easty (feat. SIKBOY) (2021)
- 방구석래퍼 Part.1 (2022)
- 방구석래퍼 Part.2 Semi-Final (2022)
- 방구석래퍼 Part.3 Final (2022)
- 노빠꾸 (2022)
- 방구석 Cypher (Prod. Catnip) (2022)